# 古閑美保
古閑 美保（こが みほ、1982年〈昭和57年〉7月30日 - ）は、日本の女性プロゴルファー。熊本県熊本市東区出身。2007年4月より東京都在住。身長167cm。体重60kg。血液型B型。所属はフリー。ビジュアル系ゴルファーの元祖とされ、2008年には賞金女王の座に就いた。はとこはプロゴルファーの田口晴菜。

## 経歴
3歳より父の指導により野球を始め、熊本市立託麻東小学校4年時より野球部に在籍。すぐにエースで4番を任される。当時の将来の夢は甲子園に出場しプロ野球選手になることだったが、親戚一同に将来のためゴルフに転向することを薦められ、家族を喜ばせるためにも、小学5年時（10歳）に転向を決意、坂田信弘が主催する坂田ジュニアゴルフ塾に1期生として入塾する。当初は野球部の活動と両立していた。
熊本市立二岡中学校在学時にジャパンカップ、世界ジュニアゴルフ選手権、日本ジュニアゴルフ選手権競技で優勝するなどの成績を修める。東海大学付属第二高等学校時代に全国高等学校ゴルフ選手権大会連覇などの成績を修める。2001年1月より元・日本女子プロゴルフ協会会長の清元登子に師事し、同年9月にプロテスト一発合格（73期生）。翌月10月に行われた日本女子オープンゴルフ選手権競技で国内プロ初出場を果たす。初優勝は2003年ヨネックスレディスゴルフトーナメントで、同年にLPGA新人賞と日本プロスポーツ新人賞を獲得している。2004年3月にクラフト・ナビスコ選手権で日本国外メジャー初出場。2006年は33試合で優勝2回、2位4回、その他10位以内が6回、賞金ランキング6位、獲得賞金約8632万円。2007年11月25日、リコー杯女子ゴルフ最終日において、5バーディー・ノーボギーの67、通算13アンダーの275を記録し、初日から最終日開幕まで首位を保っていた不動裕理を逆転し、公式戦初優勝を果たした。2007年の賞金ランキングは4位、賞金総額は約9429万円。2008年、賞金総額1億2085万4137円で初の賞金女王に輝いた。
左手首の故障を理由に、2011年シーズン限りでトーナメントプロを引退した。ただしトーナメント以外のプロゴルファーとしての活動（解説者、ジュニアレッスン、トークショー等）は引き続き行うとしている。引退後は、バラエティ番組へ出演する機会も多くなっている。

## 人物
ビジュアル面や色恋沙汰で話題になることが多いが、実力においても日本女子ゴルフ界有数のプレイヤーで、常に10位以内に食い込む実力があり、優勝争いに加わることも多かった。2009年3月には『週刊ゴルフダイジェスト』の人気投票で読者大賞を受賞。
家族構成は、両親と4歳年下の妹が1人。妹は古閑のキャディーを務めたことがある。
愛車はメルセデス・ベンツSL65AMG Black Series、3代目ランドローバー・レンジローバーヴォーグ。座右の銘は 「笑顔」「忍耐」。先端恐怖症であり、虫が苦手でもある。
幼い頃、2度ほど生死の境をさまよった経験がある。1度目は古閑がまだ母親の胎内にいた頃、切迫流産の状態に陥り古閑の心音も途切れてしまう。医師から「お子さんは諦めて下さい」と告げられたが、母が強い意志であらゆる治療に耐えたことにより、古閑は無事この世に生を受けることができた。2度目は、全国的に風疹が流行していた小学2年生の頃、古閑も風疹と風疹ウイルスが脳に入ることによる脳膜炎に罹ってしまう。古閑の父によれば、入院先の集中治療室で痙攣を起こし暴れたり、死相が出るほどの重症で、医師からは「覚悟しておいて下さい」「もし助かっても、脳に障害が起きる可能性がある」と宣告されたというが、幸いにも完治し後遺症も残らなかった。
少年野球でエースと4番を任されていた熊本市立託麻東小学校5年時、熊本市水前寺野球場で行われた市の大会の決勝戦にて、当時熊本市立託麻原小学校6年生だった馬原孝浩（元福岡ソフトバンクホークス、オリックス・バファローズ）からセンターオーバーの本塁打を打ったことがある（試合は5-6で敗れた）。古閑はその後当時のことを憶えておらず、馬原がラジオ番組で語っていた内容を親戚から聞き、思い出したという。プロ野球読売ジャイアンツに所属する藤村大介（熊本工高）と親戚（再従弟）の関係で、なおかつ卒業した小学校と中学校が同じである。その縁からかジャイアンツ主催の公式戦の始球式に登板したこともあるが、古閑本人はアンチ巨人を公言している。
幼い頃からの憧れの人物は志村けん。2007年4月に放送された『コトバ咲く〜絆がくれたメッセージ〜』では、その憧れの志村けんからもらった自分宛のメッセージを読み上げた。他に好きな芸能人として、竹中直人の名前を挙げている。
2017年3月、同じプロゴルファーの小平智と結婚。2022年11月2日、同年10月中旬に約5年半の結婚生活にピリオドを打ち、離婚していたことが報じられた。
2024年12月、7才年下のプロゴルファー野田早人と再婚しており、第一子も誕生していたことが明らかになった。

## エピソード
2008年4月5日のヤマハレディースオープン葛城2日目、古閑は首位に3打差で迎えた5番(PAR5)のアプローチショットにおいて帯同キャディーの推奨する6Iを選択。キャディーのアドバイスに従いフルショットをするものの、ボールはグリーン手前の池に落ちた。この後、周囲の選手がバーディーを取る中、古閑はボギーに終わる。この結果に怒りが収まらなかった古閑は続く6番のティーグラウンドでキャディーに蹴りを放った。この後も調子は振るわず最終日を通算10オーバーの17位に終わっている。蹴打に関しては反省し、キャディーと同日中に和解した。その後、古閑側は、騒動についてのお詫びと、キャディーではなくゴルフ道具に対する蹴打だったと釈明するコメントを発表した。

## 契約先
- クラブ・ボール - ダンロップ
- ウェア・シューズ - プーマ
- スポンサー - ダンロップスポーツ、オーシーフェニックス、かんぽ生命保険、呉工業
- 所属事務所 - 株式会社ゾーン
- 所属契約先 - フリー

## 年度別成績
| 年 度  | 年間獲得賞金    | 順 位 | 平均ストローク |
| ------ | --------------- | ----- | -------------- |
| 2001年 | 64万9200円      | 144位 | 79.0000        |
| 2002年 | 345万1900円     | 88位  | 73.4545        |
| 2003年 | 5691万8980円    | 3位   | 72.4000        |
| 2004年 | 4805万3391円    | 9位   | 72.4706        |
| 2005年 | 3452万0016円    | 15位  | 72.3723        |
| 2006年 | 8632万3105円    | 6位   | 72.3959        |
| 2007年 | 9429万5178円    | 4位   | 72.2871        |
| 2008年 | 1億2085万4137円 | 1位   | 71.6832        |
| 2009年 | 7210万8420円    | 8位   | 71.1803        |
| 2010年 | 3453万1911円    | 25位  | 72.9565        |
| 2011年 | 1664万2640円    | 47位  | 72.8637        |

## 優勝記録

### アマチュア
- 1996年
  - 九州ジュニアゴルフ選手権競技
  - 日本ジュニアゴルフ選手権競技
  - 世界ジュニアゴルフ選手権[1]
- 2000年
  - 全国高等学校ゴルフ選手権大会（夏季）
  - 全国高等学校ゴルフ選手権大会（冬季）

### プロ
太字はメジャー
- 2003年
  - 8月29-31日 ヨネックスレディスゴルフトーナメント
  - 11月21-23日 大王製紙エリエールレディスオープン
- 2004年
  - 10月29-31日 樋口久子ゴルフ殿堂入り記念IDC大塚家具レディス
- 2006年
  - 7月14-16日 スタンレーレディスゴルフトーナメント
  - 10月20-22日 マスターズGCレディース
- 2007年
  - 10月19-21日 マスターズGCレディース
  - 11月22-25日 LPGAツアーチャンピオンシップリコーカップ
- 2008年
  - 5月2-4日 クリスタルガイザーレディスゴルフトーナメント
  - 8月22-24日 CATレディースゴルフトーナメント
  - 11月14-16日 伊藤園レディスゴルフトーナメント
  - 11月27-30日 LPGAツアーチャンピオンシップリコーカップ
- 2010年
  - 4月2-4日 ヤマハレディースオープン葛城

## 出演

### テレビ
- ごるふなでしこ（2012年4月7日 - 9月30日、テレビ東京）
- ライオンのグータッチ（フジテレビ）グータッチサポーター
- 古閑美保のゴルフチャレンジアスリート（BSフジ）
- キャンピングカーでチルり旅(BSジャパネクスト)熊本、山口、島根編

### CM
- ダンロップ
- みんなのGOLF ポータブル（ソニー・コンピュータエンタテインメント）
- アミノサプリ コガミホ運動中・残業中編（キリンビバレッジ）
- 麒麟ZERO カラダの時代へ 古閑篇（キリンビール）
- イーアールエー・ジャパン
- フューチャーアーキテクト
- キリンフリー（キリンビール）

### ポスター
- 飲酒運転撲滅キャンペーン（熊本県警察）

### Web
- 月刊 古閑美保（fan+(ファンプラス)）

## 関連図書
- 『ぜ〜んぶMIHO 古閑美保』学研パブリッシング、2012年5月28日
- 吉井妙子『古閑美保 女子のいっぽん道』新潮社、2012年6月18日

## 注
1. ↑  2007年賞金女王の上田桃子は坂田塾および東海大二高の4年後輩にあたる。